# Widłogon białoczuby
Widłogon białoczuby (Enicurus leschenaulti) – gatunek średniej wielkości ptaka z rodziny muchołówkowatych (Muscicapidae). Występuje w południowo-wschodniej Azji.

## Podgatunki i zasięg występowania
Obecnie wyróżnia się 5 podgatunków Enicurus leschenaulti:
- E. l. indicus Hartert, 1910 – północno-wschodnie Indie i Birma do południowych Chin, Indochin i Tajlandii
- E. l. sinensis Gould, 1866 – centralne i wschodnie Chiny, wyspa Hajnan
- E. l. frontalis Blyth, 1847 – widłogon indochiński[5] – centralny i południowy Półwysep Malajski, Sumatra, Nias i nizinne części Borneo
- E. l. chaseni Meyer de Schauensee, 1940 – Wyspy Batu
- E. l. leschenaulti (Vieillot, 1818) – widłogon białoczuby[5] – Jawa i Bali

Za podgatunek widłogona białoczubego był także uznawany widłogon długosterny (E. borneensis) zamieszkujący górskie rejony Borneo, jednak na podstawie badań Moyle et al. (2005, 2017) i Eaton et al. (2016) został on uznany za osobny gatunek. W Czerwonej księdze gatunków zagrożonych IUCN zmiana ta nie została jeszcze uwzględniona.

## Morfologia

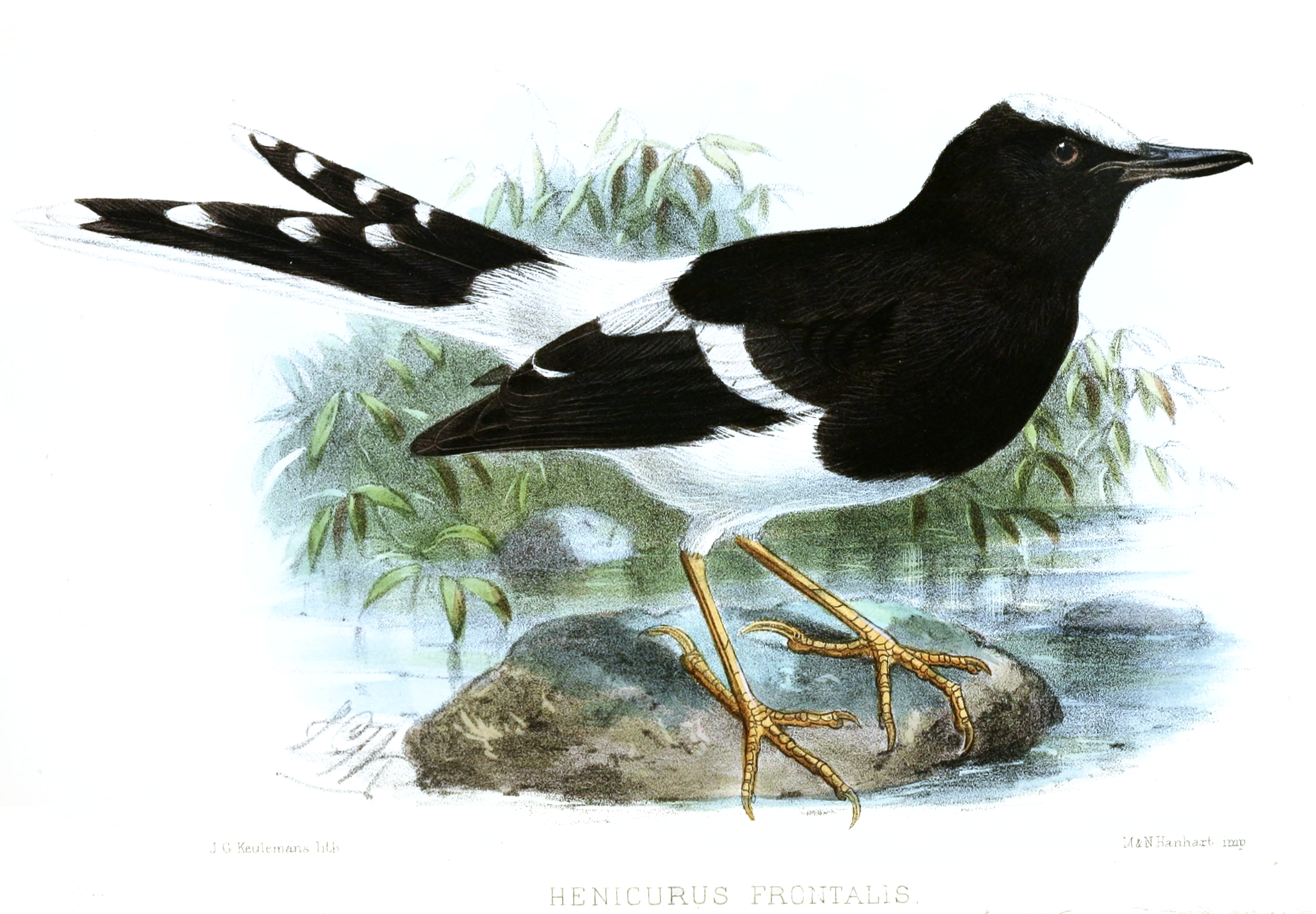
Widłogon białoczuby na rycinie z czasopisma „The Ibis” (1872)

Długość ciała wynosi 25–28 cm, masa ciała 27–38 g. Wierzch ciała, gardło i pierś czarne, ogon w czarno-białe pasy. Czoło i brzuch białe. Nogi różowe, dziób czarny.

## Zachowanie
Żywi się owadami, żeruje wzdłuż rzek i strumieni. Gniazdo mieści się w dziupli lub szczelinie skalnej. Budulec stanowią mech i liście. Wysiadują oba ptaki z pary. W pierwszym zarejestrowanym na Sumatrze lęgu w gnieździe były 2 różowobiałe jaja o ciemnym plamkowaniu.

## Status
IUCN uznaje widłogona białoczubego za gatunek najmniejszej troski (LC, Least Concern) nieprzerwanie od 1988 roku. Liczebność światowej populacji nie została oszacowana, choć ptak ten opisywany jest jako zazwyczaj pospolity, jest jednak rzadki na Sumatrze i w części Borneo. Ze względu na brak dowodów na spadki liczebności bądź istotne zagrożenia dla gatunku BirdLife International ocenia trend liczebności populacji jako prawdopodobnie stabilny.